# Sphaeniscus quadrincisus
Sphaeniscus quadrincisus är en tvåvingeart som först beskrevs av Christian Rudolph Wilhelm Wiedemann 1824.  Sphaeniscus quadrincisus ingår i släktet Sphaeniscus och familjen borrflugor. Inga underarter finns listade i Catalogue of Life.